# Kościół Najświętszej Maryi Panny Matki Kościoła w Łukowie
Kościół Najświętszej Maryi Panny Matki Kościoła w Łukowie – kościół parafialny zlokalizowany w Łukowie przy ul. ks. Jerzego Popiełuszki 11.

## Historia

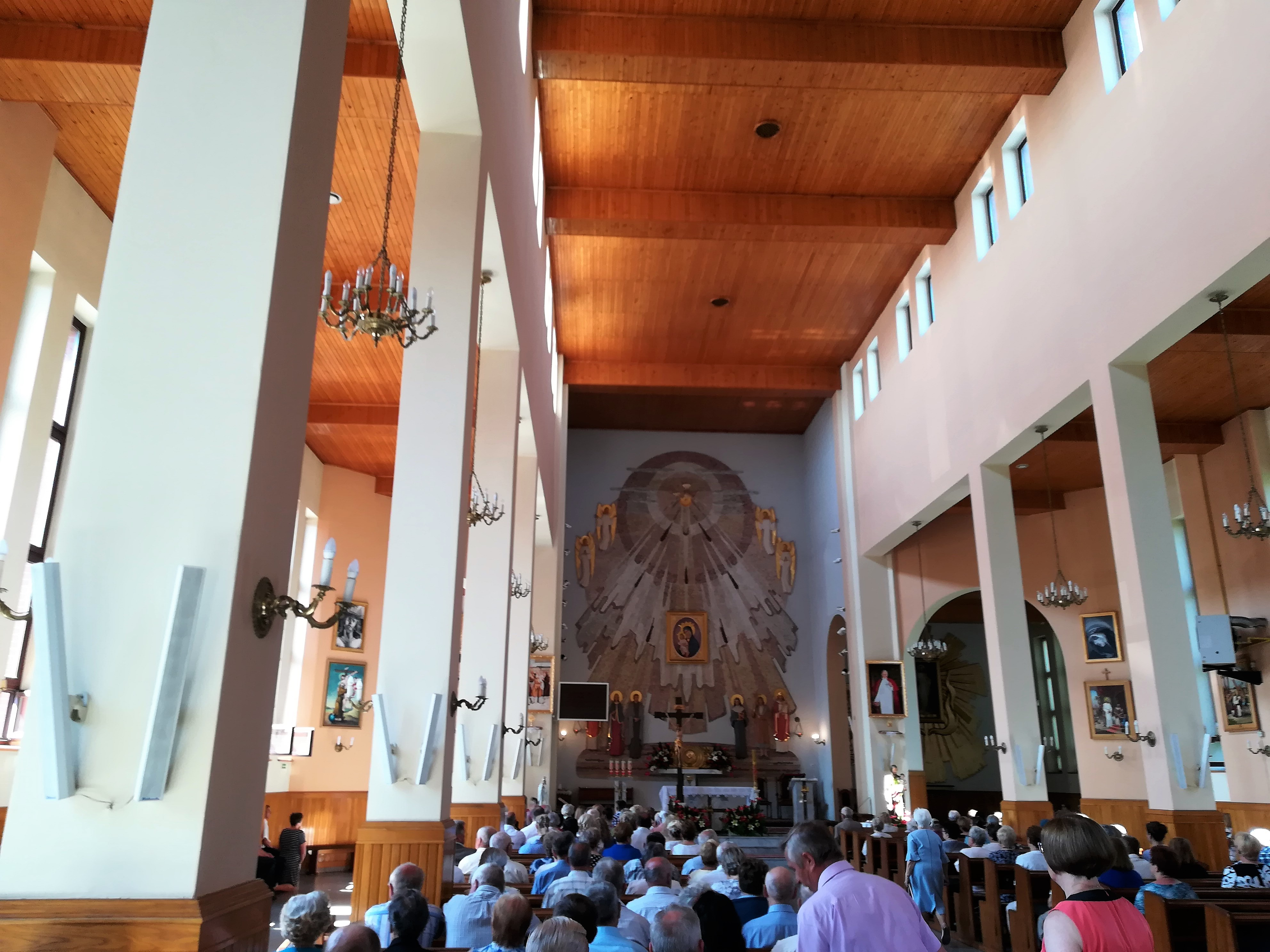
Wnętrze i ołtarz

Parafię erygowano w 1989, a misję jej tworzenia powierzono księdzu prałatowi Mirosławowi Łubikowi. Kamień węgielny kościoła poświęcił biskup Henryk Tomasik 26 kwietnia 1997. 21 kwietnia 2003 biskup Zbigniew Kiernikowski, w towarzystwie biskupa Henryka Tomasika i biskupa Jana Mazura, dokonał uroczystości poświęcenia kościoła. 25 maja 2015 w uroczystości 25-lecia parafii udział wzięli biskupi: Kazimierz Gurda (przewodniczył), Henryk Tomasik, Cyryl Klimowicz i Piotr Sawczuk.

## Tablica pamiątkowa
W 2003 wmurowano tablicę ku czci budowniczych i dobrodziejów kościoła. 

## Organy
W świątyni odbywają się koncerty muzyki poważnej. Organy skonstruował niemiecki twórca Hans Wolf w 1968 z wykorzystaniem elementów z poprzednich (XIX-wiecznych). Instrument został przywieziony z Weyhe (Dolna Saksonia) w 2005. Demontażu i przewozu dokonała firma Ladach z Wuppertalu. W 2006 organy zmontował brat Michał Klepacki (jezuita). Mają 21 głosów, trakturę mechaniczną i manuały C-f3,  pedał C-d1.